# Dean-Stark-apparaat

Schematische voorstelling van een Dean-Stark-apparaat:
1. Roervlo
2. Reactievat
3. Fractioneerkolom (optioneel)
4. Thermometer
5. Koeler
6. Toevoer koelwater
7. Afvoer koelwater
8. Buret
9. Kraantje
10. Opvangvat

Een Dean-Stark-apparaat (ook wel aangeduid als Dean-Stark-waterseparator) is een laboratoriumopstelling, bestaande uit meerdere stukken laboratoriumglaswerk, die in de organische synthese gebruikt wordt om water op te vangen tijdens een reactie. Ook kan het gebruikt worden om kwantitatief water in organische (vloei)stoffen te bepalen.
In bepaalde gevallen, zoals bij acetaal- of in zeldzame gevallen, estersynthese, is het gewenst om het ontstane water uit het reactiemengsel te verwijderen en zo het chemisch evenwicht naar rechts te drijven. Het principe van een Dean-Stark-apparaat werkt algemeen volgens het azeotroop wegdestilleren van water en het toevoegen van extra oplosmiddel, zodat het reactievolume constant blijft. Als oplosmiddel wordt meestal tolueen gebruikt, omdat diens azeotroop met water kookt bij een betrekkelijk lage temperatuur (ongeveer 84 °C). Een voorwaarde bij het gebruik van een Dean-Stark-apparaat is dat het gekozen oplosmiddel en de reagentia slechts in zeer geringe mate met water mengen. Anders treedt er immers geen fase-scheiding op en kan geen efficiënte scheiding plaatsgrijpen.
Het apparaat werd in 1920 uitgevonden door E.W. Dean en D.D. Stark tijdens een bepaling van een hoeveelheid water in petroleum.
Er bestaan twee typen van het Dean-Stark-apparaat: een voor oplosmiddelen met een lagere dichtheid dan die van water en een voor oplosmiddelen met een hogere dichtheid.

## Opbouw en werking
Een Dean-Stark-apparaat is opgebouwd uit een cilindrisch stuk glaswerk met maataanduiding (vergelijkbaar met een buret). De bovenzijde van dit gedeelte sluit aan op een koeler (meestal een bolkoeler). Vlak onder de koeler bevindt zich een schuin aflopende glazen buis, die aan het einde verticaal naar beneden loopt (deze bevat soms een fractioneerkolom) en uitmondt in het reactievat (meestal een rondbodemkolf).
Gedurende een reactie wordt water gevormd. Dit water vormt een azeotroop met het oplosmiddel. Door verhitting van het reactievat kookt dit azeotropisch mengsel weg en stijgt het op tot aan de koeler. Daar condenseert de azeotroop en vloeit het water naar beneden (in het geval dat een oplosmiddel met lagere dichtheid dan die van water wordt gebruikt). Het buret is tot bovenaan gevuld met oplosmiddel. Zodra er water wordt gevormd en overgedestilleerd wordt, stijgt het vloeistofniveau in de buret en vloeit er oplosmiddel terug in het reactievat. Zodoende blijft het reactievolume constant. Met behulp van de maataanduiding kan berekend worden hoeveel water gevormd is en dus hoe ver de reactie gevorderd is.
Hetgeen zelden voorkomt is een opstelling voor oplosmiddelen met een dichtheid groter dan die van water (zoals dichloormethaan of methylbenzoaat). Dit type bezit een glazen buis aan de onderzijde van de aflopende zijarm, zodat het organische solvent terug in het reactievat kan vloeien. Het gevormde water blijft dan drijven op de organisch vloeistoflaag.

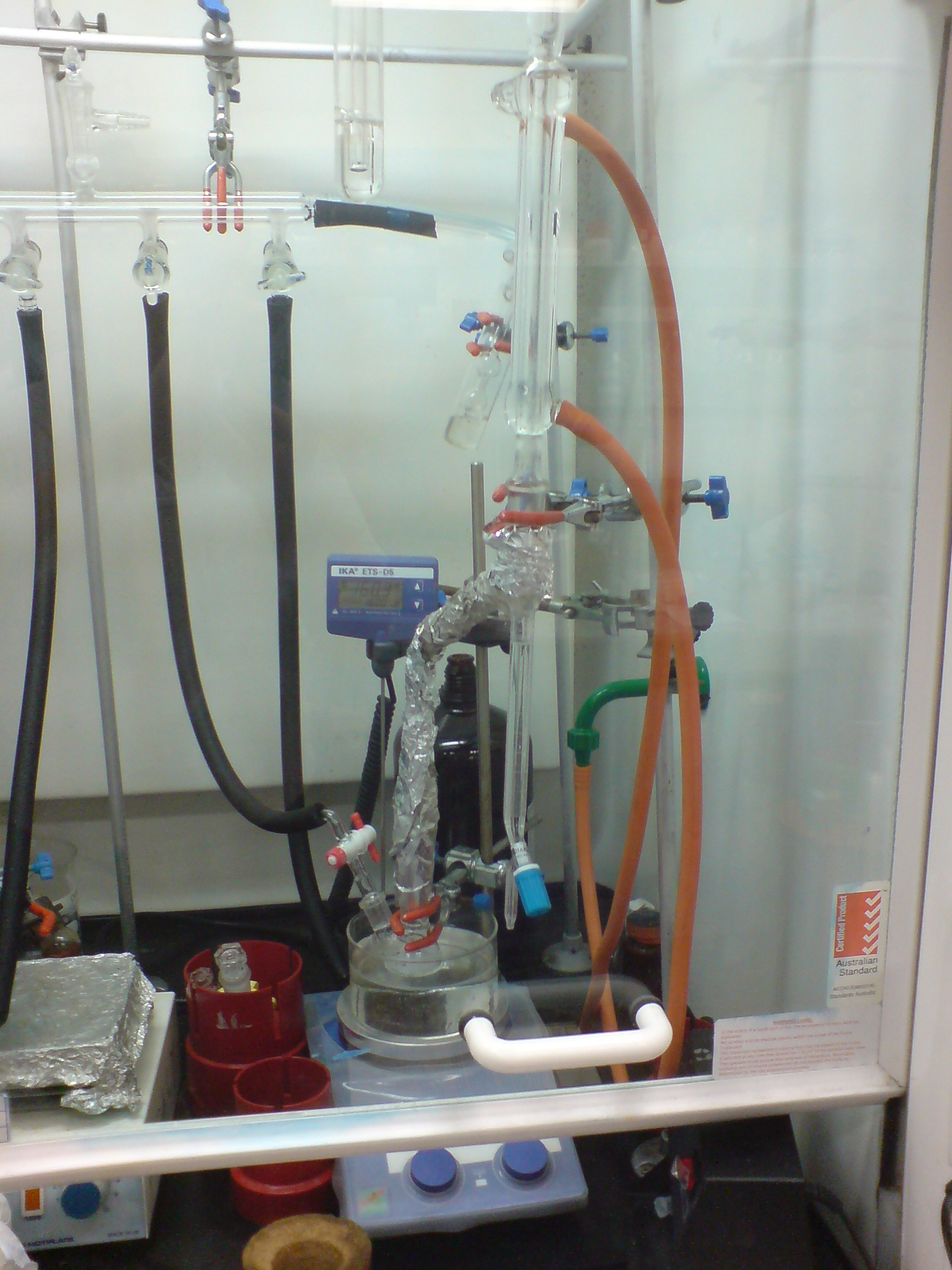
Een Dean-Stark-apparaat in een laboratorium. De aluminiumfolie dient om het warmteverlies tot een minimum te reduceren.
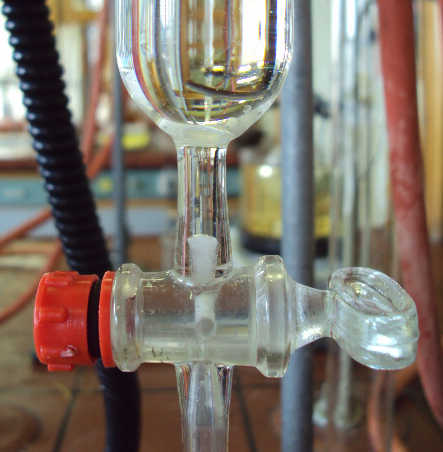
Overgedestilleerd water (vlak boven het kraantje) in een Dean-Stark-apparaat. De witte kleur van het water wordt veroorzaakt door organische contaminaties.